# Lonicera fulvotomentosa
Lonicera fulvotomentosa là một loài thực vật có hoa trong họ Kim ngân. Loài này được P.S. Hsu & S.C. Cheng mô tả khoa học đầu tiên năm 1979.